# Властелин колец: Кольца власти
«Властели́н коле́ц: Ко́льца вла́сти» (англ. The Lord of the Rings: The Rings of Power) — американский фэнтезийный телесериал, основанный на романе-эпопее Дж. Р. Р. Толкина «Властелин колец» и приложениях к нему, созданный Дж. Д. Пейном и Патриком Маккеем для стримингового сервиса Amazon Prime Video. Действие сериала происходит во Вторую эпоху легендариума Толкина и охватывает главные события этого периода: выковку Колец власти, восхождение Саурона, эпическую историю Нуменора и Последний союз эльфов и людей. Производством сериала занимается компания Amazon Studios в сотрудничестве с New Line Cinema, Tolkien Estate, The Tolkien Trust и HarperCollins.
В ноябре 2017 года компания Amazon приобрела права на адаптацию «Властелина колец» в формате сериала за $250 млн, взяв на себя обязательства по производству пяти сезонов с бюджетом не менее $1 млрд. Это сделало проект самым дорогостоящим в истории. Дж. Д. Пейн и Патрик Маккей получили должности создателей в июле 2018 года. Сериал в основном основан на приложениях к «Властелину колец», которые включают описание событий Второй эпохи, и, в соответствии с требованиями представителей Tolkien Estate, проект не является продолжением кинотрилогий «Властелин колец» и «Хоббит».
Главную музыкальную тему сериала создал Говард Шор, написавший музыку для кинотрилогий «Властелин колец» и «Хоббит», а остальную музыку написал Беар Маккрири. Актёрский состав первого сезона получился большим и многонациональным; само производство прошло с февраля 2020 года по август 2021 года в Новой Зеландии, где снимались фильмы Питера Джексона. Съёмки приостанавливались на несколько месяцев из-за пандемии COVID-19. Съёмки второго сезона прошли с октября 2022 года по июнь 2023 года, завершившись во время забастовки Гильдии сценаристов США. Съемки третьего сезона сериала начались в мае 2025 года. Съёмки последующих сезонов будут проведены в Великобритании.
Премьера первых двух эпизодов первого сезона состоялась на Prime Video 2 сентября 2022 года и набрала рекордное количество просмотров в истории этого сервиса. Сезон получил в целом положительные отзывы критиков, которые отметили операторскую работу, визуальные эффекты и музыкальное сопровождение, но остались недовольны темпом повествования и раскрытием персонажей. Сериал удостоился ряда наград и номинаций, в том числе премии BAFTA и 6 номинаций на премию «Эмми». Премьера второго сезона состоялась 29 августа 2024 года.

## Сюжет
Действие телесериала разворачивается за тысячи лет до событий, описанных в «Хоббите» и «Властелине колец». Сюжет основан на истории Средиземья, описанных в произведениях Дж. Р. Р. Толкина. Сериал начинается во времена относительного мира и охватывает все основные события Второй эпохи Средиземья: выковку Колец власти, восхождение тёмного властелина Саурона, падение островного королевства Нуменор и Последний союз эльфов и людей. Эти события разворачиваются на протяжении более чем трёх тысяч лет в произведениях Толкина, но сценаристы сериала сильно сжали оригинальную хронологию.

## Актёрский состав и персонажи

Актёрский состав на премьере сериала в 2022 году
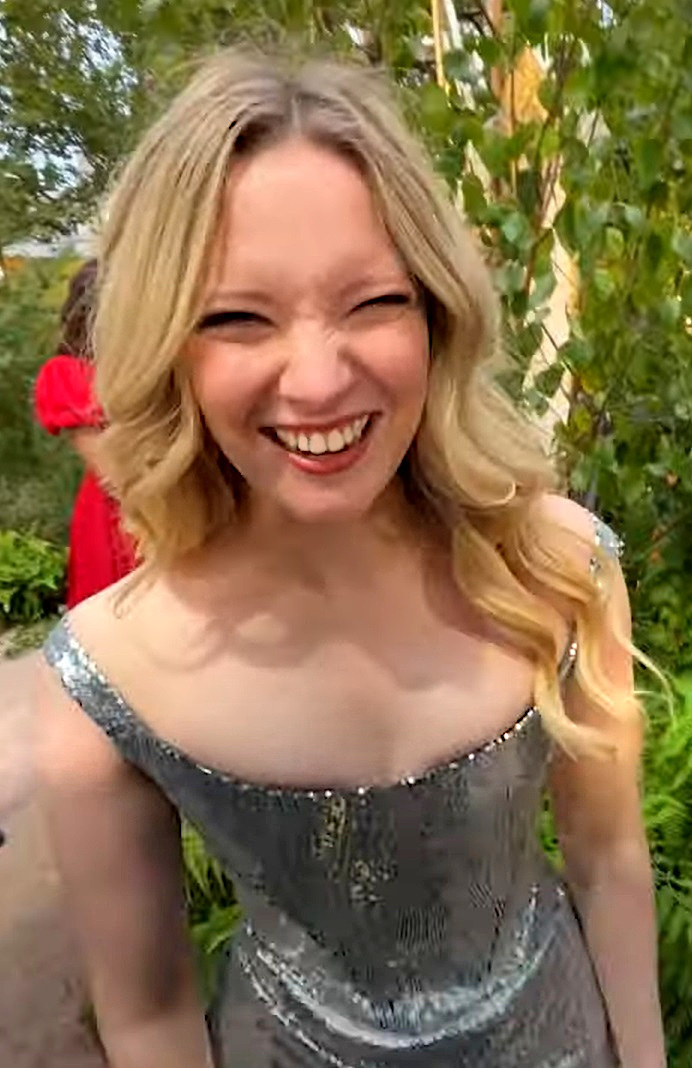
Морвед Кларк
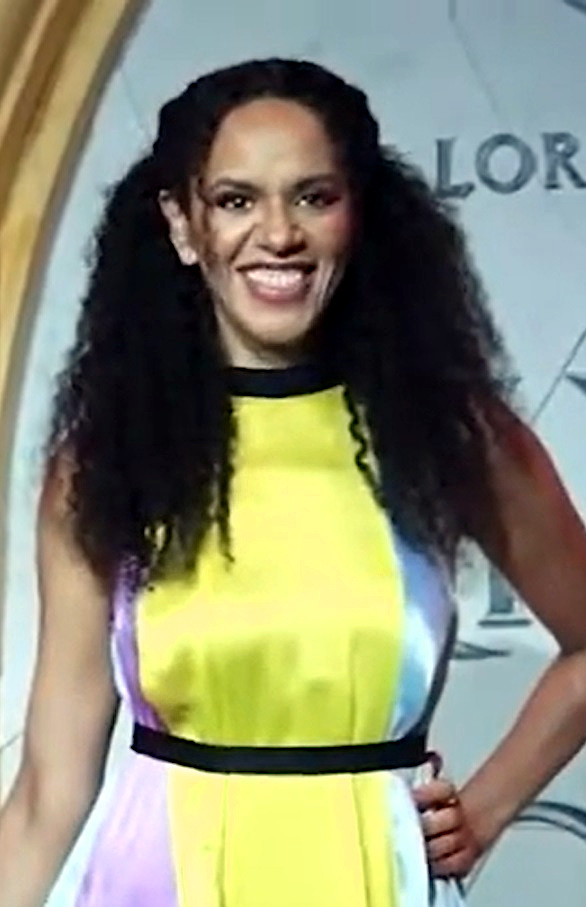
Сара Звангобани
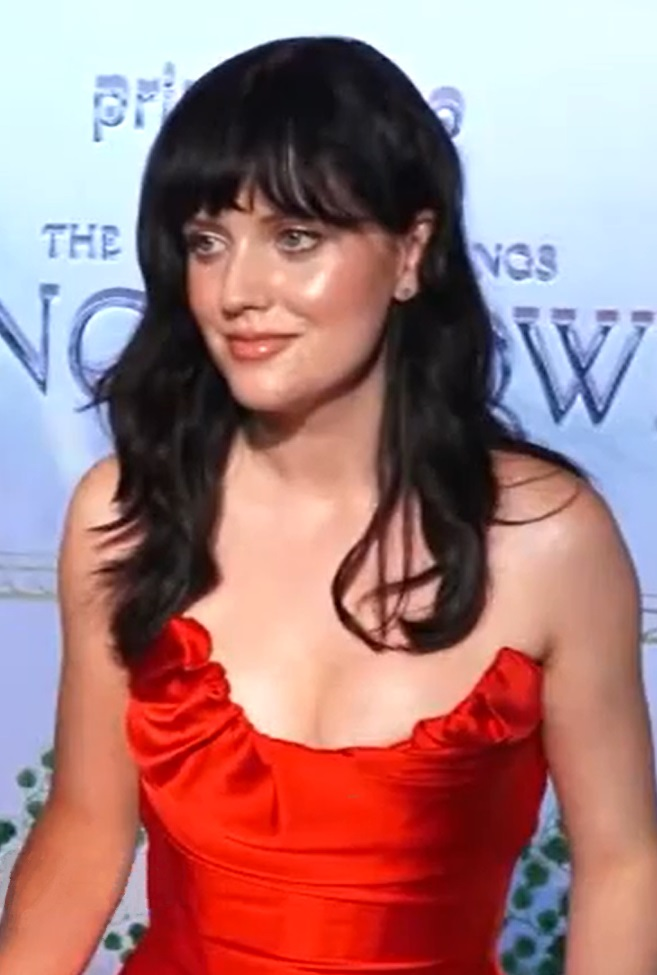
Маркелла Кавена
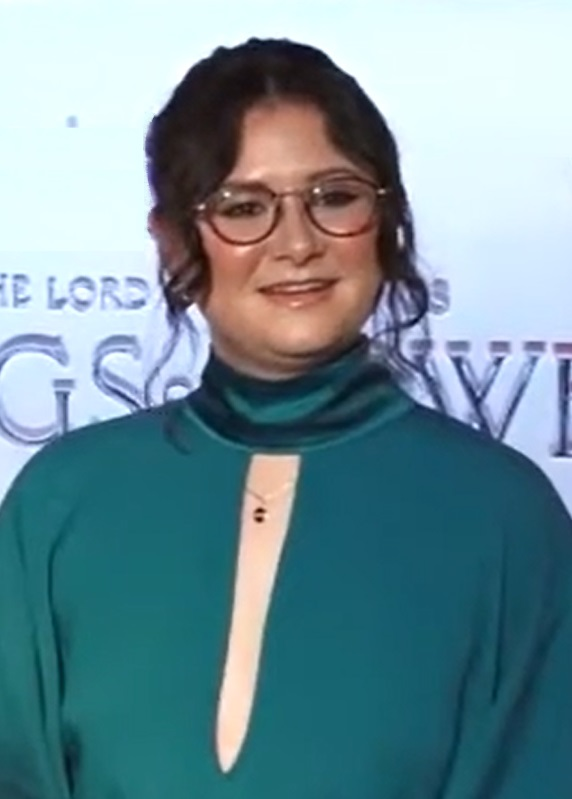
Меган Ричардс
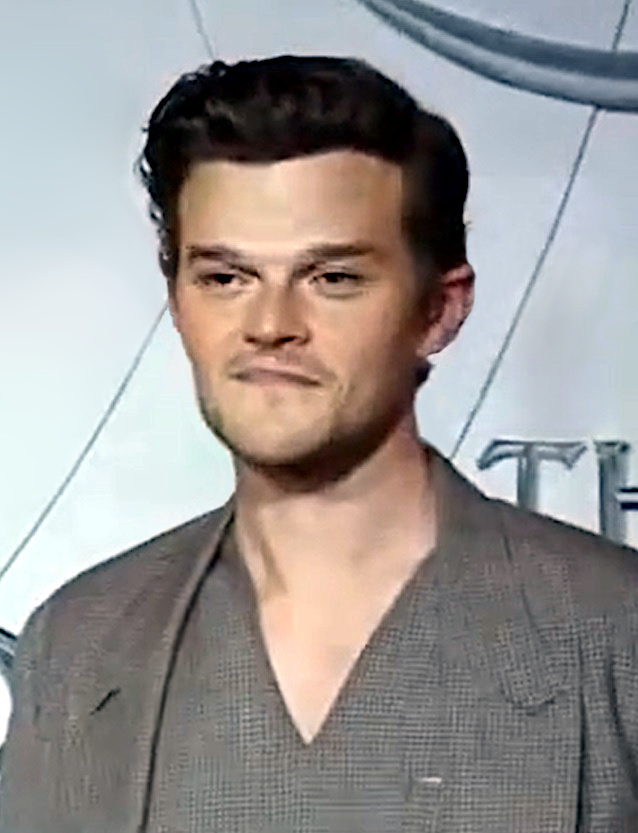
Роберт Арамайо
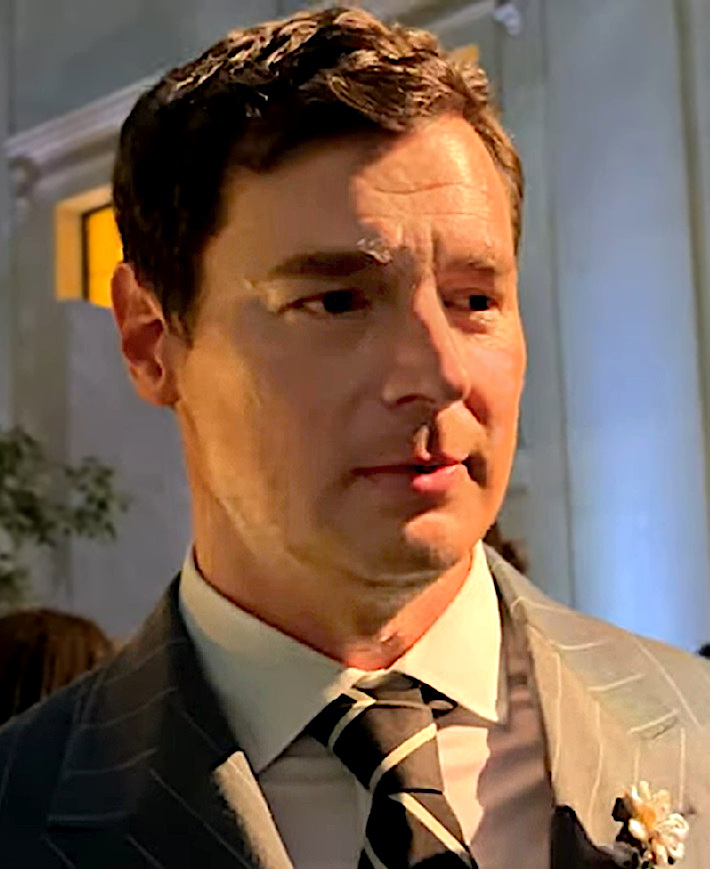
Бенджамин Уокер
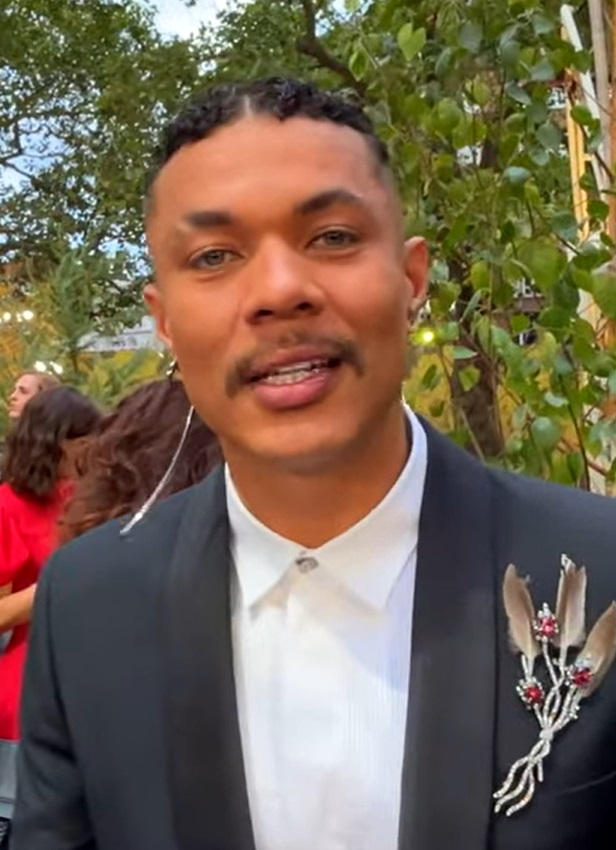
Исмаэль Крус Кордова
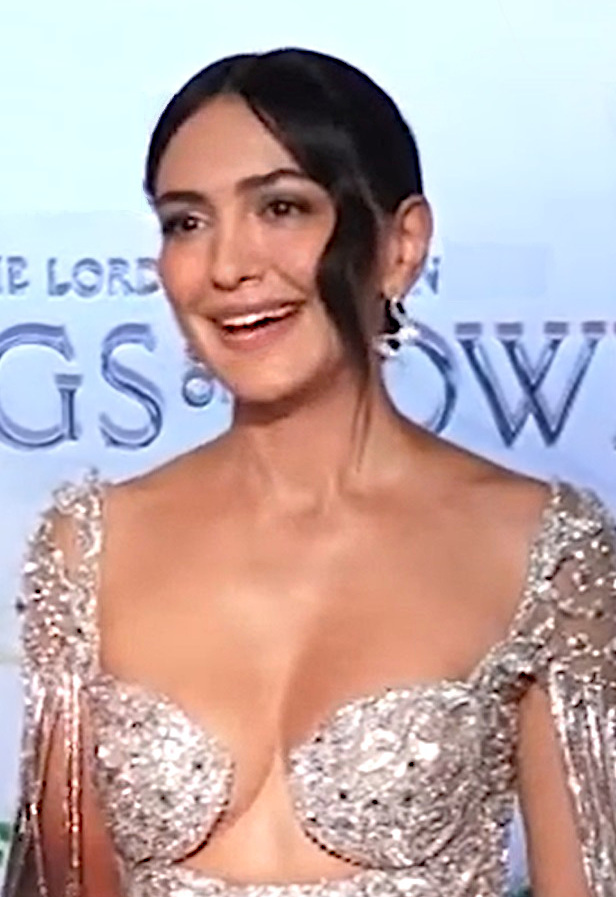
Назанин Бониади
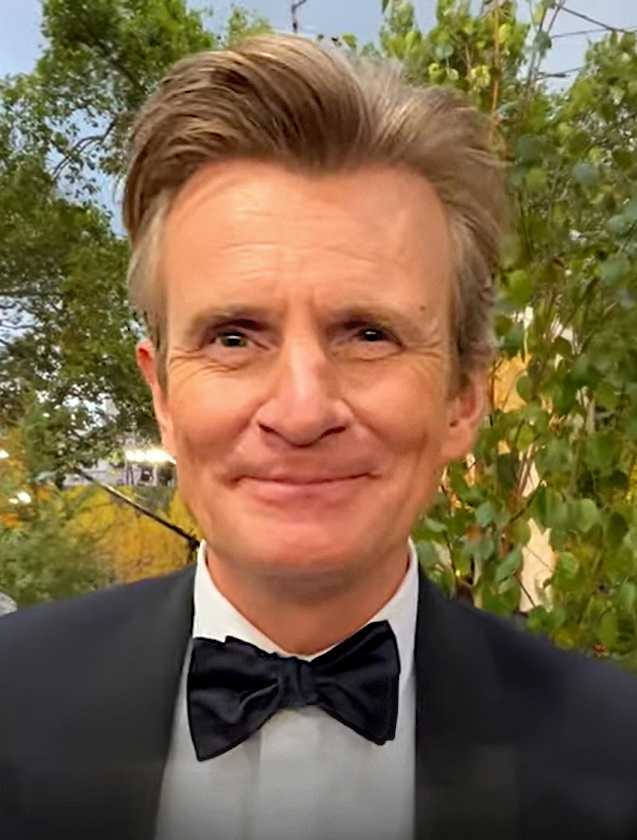
Чарльз Эдвардс
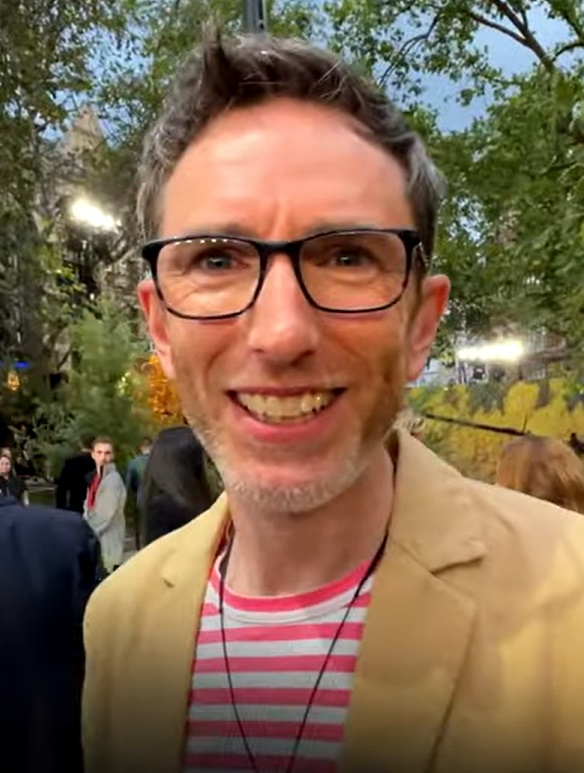
Дэниел Уэйман
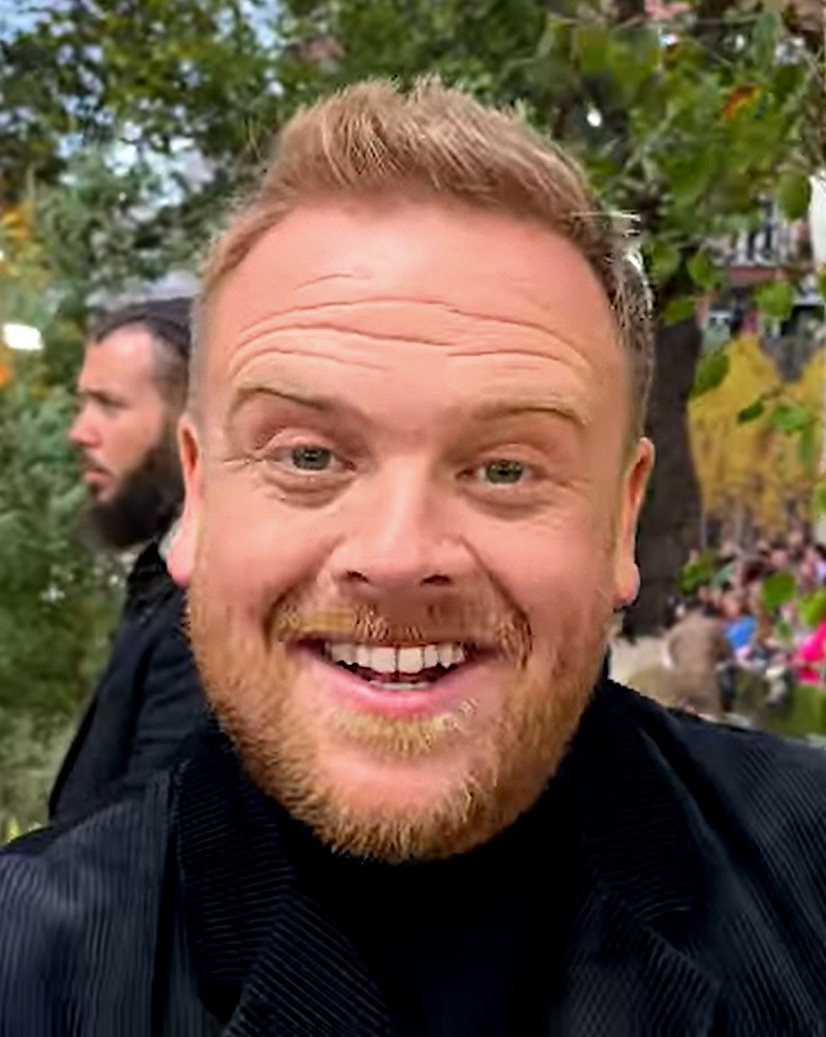
Оуайн Артур
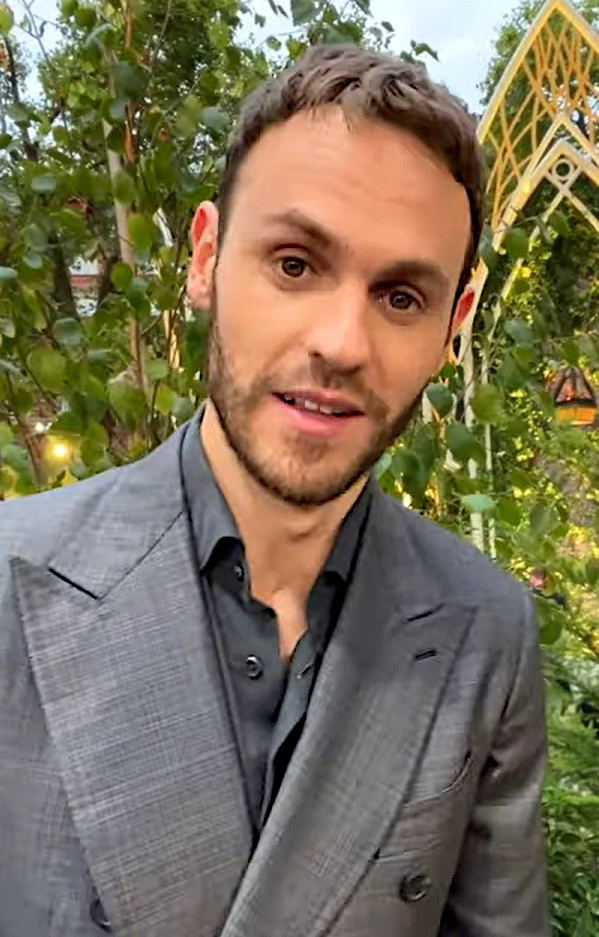
Чарли Викерз
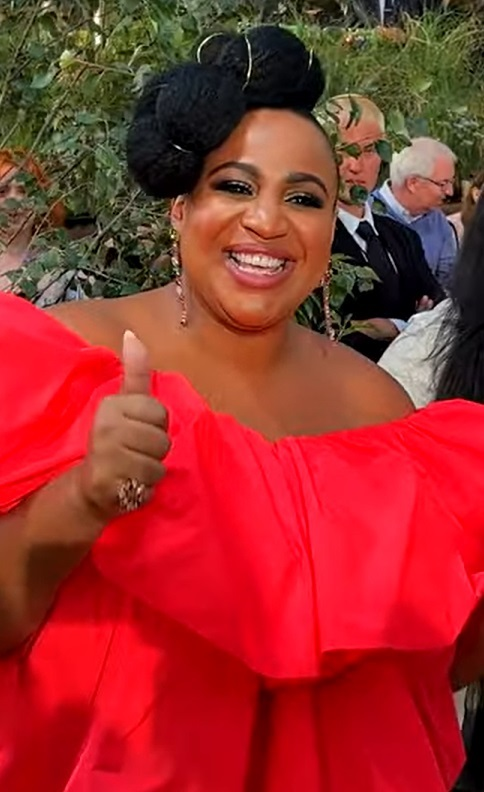
София Номвете
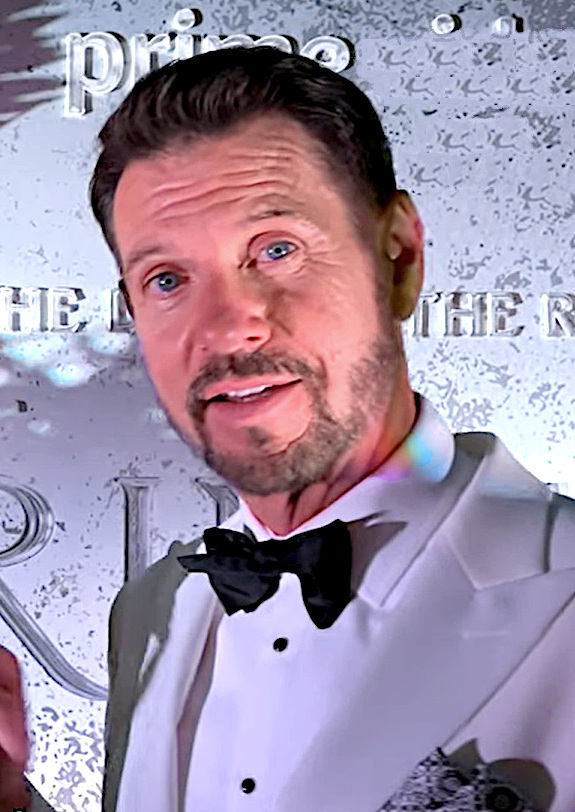
Ллойд Оуэн
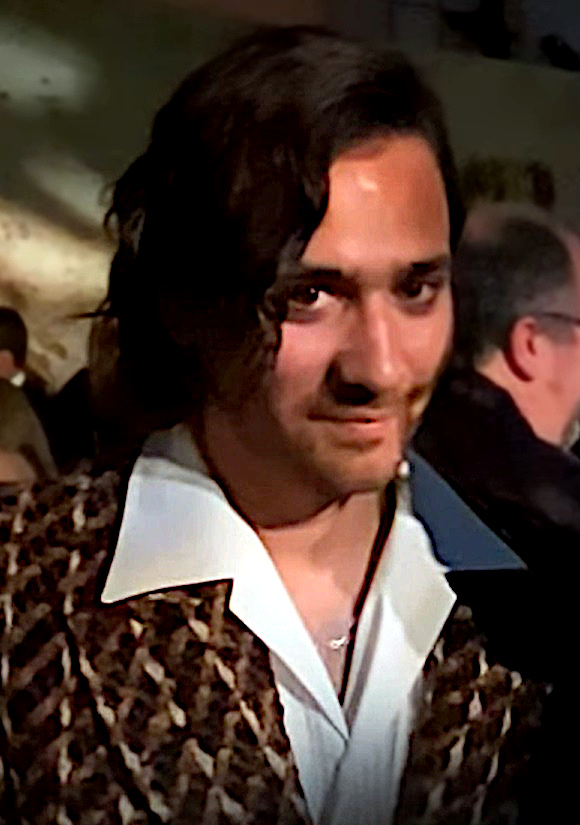
Максим Болдри
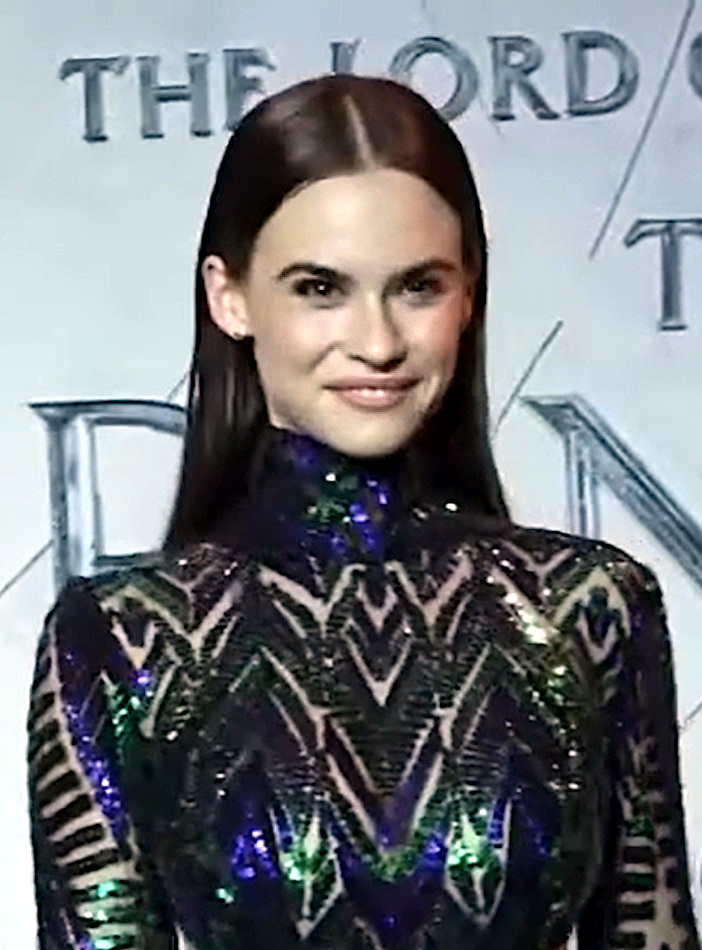
Эма Хорват

- Морвед Кларк — Галадриэль: эльфийская «воительница из рода Финвэ», которая считает, что зло возвращается в Средиземье[8]. Сериал показывает путь героини от «воина» до «зрелого государственного деятеля», которым она стала во «Властелине колец» Толкина. Шоураннеры взяли за основу письмо Толкина, в котором он описал юную леди Галадриэль как обладающую «нравом амазонки». Кларк отметила, что свободное владение валлийским языком облегчило процесс заучивания реплик героини на эльфийском языке. Амели Чайлд-Вильерс сыграла Галадриэль в детстве.
- Ленни Генри — Садок Берроуз: Старейшина мохноногов (в сериале — племя предков хоббитов)[8]. Генри описал мохноногов как «классических маленьких героев Толкина… маленькие народы в этом мире привносят комедию, но в то же время становятся невероятно храбрыми».
- Сара Звангобани — Мэриголд Брэндифут: мохноног, жена Ларго и мачеха Нори[9].
- Дилан Смит — Ларго Брэндифут: мохноног и отец Нори[9].
- Маркелла Кавена — Эланор «Нори» Брэндифут: мохноног, «жаждующая приключений», дочь Ларго и падчерица Мэриголд[8].
- Меган Ричардс — Поппи Праудфеллоу: мохноног, сирота и лучшая подруга Нори[8].
- Роберт Арамайо — Элронд: полуэльф, «архитектор и политик»[8]. Арамайо было интересно изучить давление, с которым сталкивается Элронд, живя по заветам своего отца, Эарендиля: ведь Элронд выбрал бессмертие, в отличие от своего брата Эльроса, который постарел и умер на глазах Элронда. На протяжении сериала Элронд превращается из оптимистичного и нетерпеливого полуэльфа в утомлённого и замкнутого.
- Бенджамин Уокер — Гиль-галад: верховный король эльфов-нолдор в королевстве Линдон[10]. Персонаж упоминается во «Властелине колец» Толкина в стихотворении под названием «Падение Гиль-галада», что отметил Уокер. Актёр подчеркнул «странный дар предвидения персонажа: он прозорлив и опережает события, он как будто чувствует нарастание зла».
- Исмаэль Крус Кордова — Арондир: лесной эльф-нандор, который испытывает «запретные чувства» к смертной женщине Бронвин, что похоже на истории любви Берена и Лутиэн и Арагорна и Арвен[8].
- Назанин Бониади — Бронвин: мать-одиночка, целительница из рода людей в Южных землях, которая испытывает чувства к эльфу Арондиру[8].
- Тайро Махафидин — Тео: сын Бронвин[11].
- Чарльз Эдвардс — Келебримбор: эльфийский кузнец из рода Феанора, выковавший Кольца власти. Келебримбор — «блестящий ремесленник», известный во всем Средиземье и дружащий с гномами Кхазад-дума[8].
- Дэниел Уэйман — упавший с метеоритом с неба «Незнакомец», которым оказался Гэндальф, один из Истари[12].
- Оуайн Артур — Дурин IV: принц гномов королевства Кхазад-дум[8].
- Чарли Викерз — Саурон: Тёмный властелин, майа, принявший облики человека Халбранда и эльфа Аннатара, чтобы набрать силу и посеять смуту среди друзей и врагов[8][13].
- София Номвете — Диса: жена Дурина IV и принцесса гномов королевства Кхазад-дум[8].
- Ллойд Оуэн — Элендиль: нуменорский мореплаватель, отец Исильдура, Анариона и Эариен, будущий основатель королевских династий Нуменора в Средиземье и один из будущих лидеров Последнего союза эльфов и людей[7].
- Синтия Аддай-Робинсон — Мириэль: королева-регент Нуменора, островного королевства людей, чьи правители ведут свой род от Эльроса[7].
- Тристан Гравелль — Фаразон: кузен и близкий советник королевы-регента Мириэль[7], ставший последним королём Нуменора.
- Максим Болдри — Исильдур: нуменорский мореплаватель, сын Элендиля, будущий воин и король[8]. По заверениям сценаристов, они решили исследовать историю Исильдура глубже, чем первоисточник, чтобы зрители почувствовали, что она заканчивается трагедией, а не глупостью. Один из шоураннеров Патрик Маккей сравнил персонажа с Майклом Корлеоне в исполнении Аль Пачино из «Крёстного отца» (1972).
- Эма Хорват — Эариен: дочь Элендиля, подмастерье в гильдии строителей[7].
- Леон Уодем — Кемен: сын Фаразона[7].
- Киаран Хайндс — Тёмный маг: могущественный Истари, поддавшийся злу, предводитель культистов из Руна[14].
- Питер Маллан — Дурин III: король гномов Кхазад-дума, отец принца Дурина[15].

## Эпизоды
| Сезон | Серии | Серии | Даты показа     | Даты показа     |
| Сезон | Серии | Серии | Первая серия    | Последняя серия |
| ----- | ----- | ----- | --------------- | --------------- |
| 1     | 8     | 8     | 2 сентября 2022 | 14 октября 2022 |
| 2     | 8     | 8     | 29 августа 2024 | 3 октября 2024  |

## Производство

### Разработка
13 ноября 2017 года было объявлено, что компания Amazon приобрела права на экранизацию романа Джона Рональда Руэла Толкина «Властелин колец». По данным прессы, Amazon заключил соглашение с организациями, имеющими права на наследие Толкина (включая Tolkien Estate, издательство HarperCollins и кинокомпанию New Line Cinema), заплатив за это от 200 до 250 млн долларов, что превысило предложение компании Netflix. Сообщалось, что Amazon должна начать производство сериала в течение двух лет. Соглашение предусматривает съёмку пяти сезонов и возможного спин-оффа. Стоимость производства сериала (вместе со стоимостью приобретённых авторских прав), по сообщениям, может превысить 1 млрд долларов, что сделает его «самым дорогим телесериалом в истории». Изначально сообщалось, что телевизионная экранизация будет о «не исследованных ранее историях, основанных на работах Дж. Р. Р. Толкина». Было специально подчёркнуто, что действие сериала не станет телевизионным ремейком кинотрилогии Джексона, а будет происходить до начала событий, описанных в книге «Братство кольца».
Производство первого сезона велось в условиях повышенной секретности для предотвращения утечек спойлеров.
В ноябре 2019 года стало известно, что второй сезон телесериала разрабатывается параллельно с первым, что означает более короткий перерыв между выходами первого и второго сезонов.
В апреле 2021 года было объявлено, что сериал станет одним из самых дорогих в истории: затраты на производство первого сезона оцениваются в размере 650 млн новозеландских долларов (примерно 465 млн долларов США), что существенно выше, чем у «Игры престолов» (около 100 млн долларов США за сезон). Однако эта сумма включает в себя затраты на строительство инфраструктуры, декораций, производство костюмов и так далее, что будет использовано в последующих сезонах, поэтому стоимость следующих сезонов должна быть ниже.
19 января 2022 года было объявлено официальное название телесериала: «Властелин колец: Кольца власти» (англ. The Lord of the Rings: The Rings of Power).

### Творческий коллектив
В июле 2018 года было объявлено, что шоураннерами и главными сценаристами сериала станут Патрик Маккей и Джон Д. Пейн.
3 июля 2019 года стало известно, что режиссёром первых двух эпизодов сериала был назначен Хуан Антонио Байона.
Брайан Когман был утверждён на роль консультирующего продюсера сериала в мае 2019 года. Ранее он был одним из сценаристов «Игры престолов». К концу июля 2019 года был объявлен творческий коллектив телесериала: исполнительные продюсеры Хуан Антонио Байона, Белен Атьенса, Линдзи Уэббер, Брюс Ричмонд, Юджин Келли, Шэрон Тал Игуадо; сопродюсер Рой Эймз; дизайнер по костюмам Кейт Холи; художник-постановщик Рик Хайнрикс; руководитель группы визуальных эффектов Джейсон Смит; иллюстратор и концепт-художник Джон Хау. Исследователь Толкина Том Шиппи также привлекался к разработке первого сезона в качестве консультанта, как и несколько других экспертов по творчеству Толкина.
К концу 2020 года Брайан Когман покинул творческую команду телесериала с целью работы над другими проектами. Также проект покинули Юджин Келли и Том Шиппи. Новым исполнительным продюсером стал Каллум Грин, который ранее был продюсером фильма «Хоббит: Пустошь Смауга». Новым художником-постановщиком вместо Хайнрикса был назначен Рэмси Эйвери.
В марте 2021 года стало известно, что Уэйн Йип был утверждён в качестве исполнительного сопродюсера и режиссёра четырёх эпизодов сериала. В мае 2021 года было объявлено, что Шарлотта Брендстрём станет режиссёром двух эпизодов сериала.
В декабре 2022 года стали известны имена режиссёров второго сезона: Шарлотта Брендстрём, снявшая две серии для первого сезона, а также Санаа Хамри и Луиз Хупер. В этот раз Брендстрём выступит режиссёром и исполнительным сопродюсером четырёх эпизодов, тогда как Хамри и Хупер снимут по два эпизода.

### Сценарий
Сразу после анонса высказывались не подтвердившиеся предположения, что главным героем станет молодой Арагорн. В марте 2019 года Amazon опубликовала карты Средиземья, снабдив их подписью Welcome to the Second Age («Добро пожаловать во Вторую эпоху»), из которых критики сделали вывод, что действие, как минимум, первого сезона будет происходить во Вторую эпоху Средиземья. Также на картах виден Нуменор. Летом 2019 года исследователь творчества Толкина и творческий консультант сериала Том Шиппи сообщил в интервью немецкому сайту, что действие первого сезона будет происходить во Вторую эпоху и что Amazon планирует выпустить первый сезон в 2021 году. Позднее стало известно, что Amazon не давала Шиппи разрешения разглашать информацию о будущем сериале, и вскоре после его интервью немецкому сайту компания прекратила с ним сотрудничество.
В январе 2022 года было подтверждено, что действие сериала будет происходить во Вторую эпоху и охватит все главные события этого периода: выковку Колец власти, восхождение Саурона, эпическую историю Нуменора, Последний Союз эльфов и людей. В феврале 2022 года один из шоураннеров Джон Д. Пейн сообщил, что в сериале хронология Второй эпохи будет существенно «сжата», поэтому события, которые согласно книгам происходили на протяжении тысяч лет, сценаристы впишут в относительно небольшой временной промежуток. Это является серьёзным отклонением от текстов первоисточника (Вторая эпоха Средиземья у Толкина длится 3441 год). Пейн признал, что это может вызвать недовольство части поклонников, однако отметил, что Amazon снимает «не документальный фильм о Средиземье», а хочет рассказать «одну историю, которая объединит все события [Второй эпохи]». Шоураннеры подтвердили, что они не обладают правами на экранизацию историй из «Сильмариллиона», «Неоконченных преданий» и «Истории Средиземья», в их распоряжении только «Хоббит» и «Властелин колец» с его «Приложениями».
К концу февраля 2024 года шоураннеры Джон Д. Пэйн и Патрик Маккей приступили к разработке сюжета третьего сезона. К концу августа он ещё не был официально заказан, когда шоураннеров спросили, есть ли у них какие-либо планы на случай, если Amazon решит закрыть сериал до завершения пятисезонного плана. Маккей ответил: «Мы этого не ожидаем. Мы делаем наше шоу и идём до конца». В начале сентября стало известно, что после премьеры второго сезона Amazon будет придерживаться плана, рассчитанного на пять сезонов.

### Подбор актёров
4 сентября 2019 года было объявлено, что одну из «ведущих» ролей в первом сезоне исполнит английский актёр Уилл Поултер. Позднее Поултер покинул проект, его сменил другой английский актёр Роберт Арамайо.
В январе 2020 года компания Amazon Studios объявила, что в актёрский состав сериала вошли Роберт Арамайо, Оуайн Артур, Назанин Бониади, Том Бадж, Морвед Кларк, Эма Хорват, Маркелла Кавена, Джозеф Моул, Тайро Махафидин, София Номвете, Меган Ричардс, Дилан Смит, Дэниел Уэйман и Чарли Викерз. 3 декабря 2020 года стало известно, что к актёрскому составу присоединились 20 человек: Ленни Генри, Питер Маллан, Ллойд Оуэн, Август Прю, Питер Тейт, Бенджамин Уокер, Синтия Аддай-Робинсон, Саймон Мерреллс, Максим Болдри, Иэн Блэкберн, Кип Чапман, Энтони Крам, Максин Канлифф, Тристан Гравелль, Тасита Джаясандера, Фабиан Маккаллум, Джефф Моррел, Алекс Таррант, Леон Уодем и Сара Звангобани.
В марте 2021 года Том Бадж объявил, что после участия в съёмках в нескольких эпизодах он вышел из актёрского состава сериала, так как творческая команда Amazon решила изменить сюжетную линию, связанную с его персонажем (он исполнял роль Келебримбора). В июле 2021 года стало известно, что в первом сезоне также снялись Чарльз Эдвардс, Уилл Флетчер, Амели Чайлд-Вильерс и Бо Кэссиди. В октябре 2021 года темнокожий британский актёр Ленни Генри признался, что в сериале он сыграл роль хоббита-мохнонога (англ. Harfoot) — представителя древнего племени хоббитов, у которых была «смуглая кожа». 10 февраля 2022 года после публикации статьи в журнале Vanity Fair стали известны роли нескольких актёров. Тогда же представители творческого коллектива сериала сообщили, что публикации постеров с темнокожими актёрами вызвали «атаки анонимных троллей» в социальных сетях. По этому поводу они заявили, что «мультикультурный» состав актёров в телевизионной адаптации «отражает то, как мир на самом деле выглядит»: «Толкин для всех. Его истории о том, как выдуманные расы лучше всего справляются, когда покидают изоляцию своих культур и работают вместе». Редактор сайта TheOneRing.net заявил: «Будучи частью сообщества Толкиена и TheOneRing.net более 20 лет … я был свидетелем атак расистов, фанатиков и троллей на многих социальных платформах … И всё же лавина неприкрытого, вопиющего, бесстыдного расизма, обрушившаяся на наши социальные платформы на прошлой неделе, потрясла меня». Мариана Риос Мальдонадо, исследователь Толкина, работающая с Amazon, заявила, что «негативная реакция» была ожидаемой, но добавила: «…вопрос в том, от кого? Кто эти люди, которые испытывают такую угрозу или отвращение от мысли, что эльф — это чёрный, латиноамериканец или азиат?».
1 декабря 2022 года было объявлено, что к актёрскому составу второго сезона присоединились семь человек: Сэм Хэзелдайн, Гэбриел Акувудике, Ясен Атор, Бен Дэниелс, Амелия Кенуорти, Ниа Тоул и Николас Вудесон. Хэйзелдайн заменит Джозефа Моула в роли Адара. Решение о замене Моула было сделано до выхода первого сезона, поэтому актёр не участвовал в маркетинговой кампании сериала. Спустя неделю было подтверждено об участии ещё 8 актёров: Оливера Алвина-Уилсона, Стюарта Боумана, Гави Сингх Чера, Уильяма Чабба, Кевина Элдона, Уилла Кина, Селины Ло и Кэлама Линча. В марте 2023 года стало известно, что роли второго плана в новом сезоне также сыграют Киаран Хайндс, Рори Киннир и Таня Муди. Кинниру досталась роль Тома Бомбадила. В мае 2024 года было подтверждено, что Назанин Бониади не вернётся к роли Бронвин во втором сезоне. Ниа Тоул сыграет подругу Исильдура по имени Эстрид. В июле было раскрыто, что Бен Дэниелс воплотит на экране Кирдана Корабела.

### Съёмки
18 сентября 2019 года было объявлено, что производство первого сезона пройдёт в Новой Зеландии. Съёмки начались в 2019 году и проходили на трёх разных площадках Северного острова.
К середине марта 2020 года, после закрытия границ Новой Зеландии в связи с глобальной пандемией COVID-19, производство сериала было приостановлено. На момент приостановления работ над сериалом работало около 800 человек.
Сериал был одним из семи фильмов и телесериалов, которым были предоставлены льготы, позволяющие актёрам и членам съёмочной группы въезжать в Новую Зеландию, в то время как её границы были закрыты для жителей других стран из-за COVID-19. Исключения были предоставлены до 18 июня 2020 года министром экономического развития Филом Твайфордом и распространялись на 93 членов съёмочной группы, а также на 20 членов их семей. Подготовка к съёмкам следующих эпизодов началась в июле, а съёмки возобновились 28 сентября 2020 года. Байона закончил съёмки своих эпизодов к 23 декабря, а производство следующих эпизодов началось в январе 2021 года после двухнедельного перерыва на Рождественские праздники.
2 августа 2021 года было объявлено о завершении съёмок первого сезона и о дате премьеры сериала — 2 сентября 2022 года.
12 августа 2021 года стало известно, что съёмки второго сезона пройдут в Великобритании, куда будут перевезены все декорации из Новой Зеландии со съёмок первого сезона. Съёмки второго сезона пройдут на площадках киностудии «Брей» (графство Беркшир) и бывшей авиабазы «Бовингдон» (графство Хартфордшир) и должны начаться в октябре 2022 года. Съёмочный процесс сезона официально стартовал 3 октября 2022 года. Всего планируется снять 8 эпизодов и ввести нового персонажа — эльфа Кирдана. Съёмки сезона завершились в начале июня 2023 года.

### Музыка
В сентябре 2021 года стало известно о том, что с автором музыки к кинотрилогиям «Властелин колец» и «Хоббит» Говардом Шором ведутся переговоры о создании музыки для телесериала. В 2022 году было подтверждено, что Шор выступил автором заглавной темы сериала, тогда как основное музыкальное сопровождение написал композитор Беар Маккрири. Выход саундтрека к первому сезону состоялся 19 августа 2022 года.

## Маркетинг

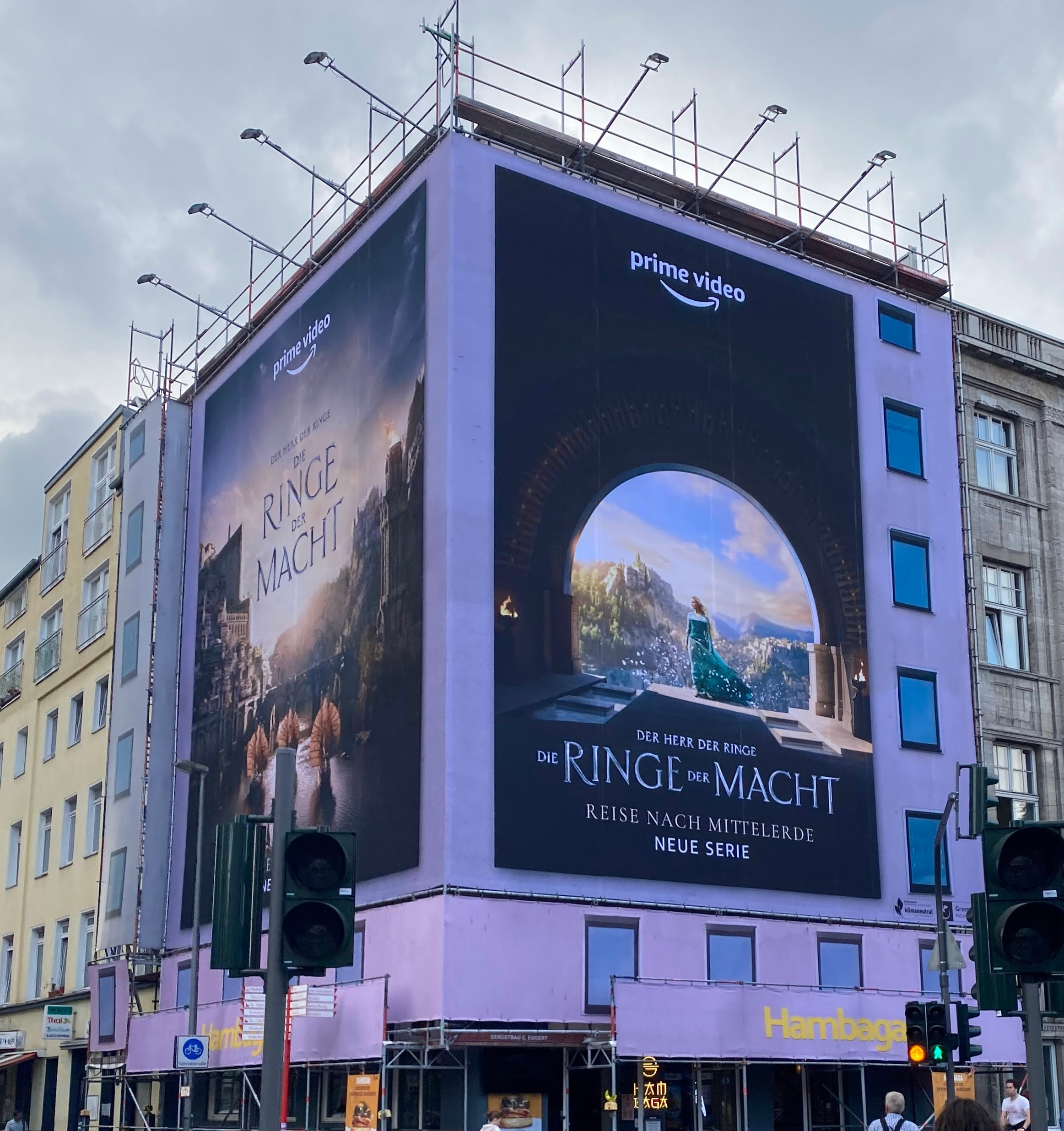
Рекламный баннер сериала в Кёльне, Германия

В марте 2019 года Amazon опубликовала карты Средиземья и Нуменора, и отрывки из романа «Властелин колец», с подписью Welcome to the Second Age («Добро пожаловать во Вторую эпоху»). Карты составил иллюстратор Джон Хау под руководством Тома Шиппи на основе существующих карт Второй эпохи. Несмотря на долгую разработку карт, после их публикации издательство HarperCollins получило жалобы от поклонников Толкина, которые нашли «две ошибки».
В начале августа 2021 года Amazon сообщили дату премьеры первого сезона и показали первое изображение из сериала, на котором можно увидеть город с Древами Валинора, — что описано в «Эпохе Деревьев» в «Сильмариллионе».
Компания Amazon приняла решение объявить название будущего сериала в январе 2022 года, а маркетинговая кампания сериала началась в начале года. Для этого был снят видеоролик, в котором буквы названия сериала («Властелин колец: Кольца власти») отливаются расплавленным металлом, а голос за кадром читает строки стиха о Кольцах власти («Ring Verse») из «Властелина колец». Тизер был опубликован 19 января 2022 года, его режиссёром стал Клаус Обермейер, работавший с консультантом по спецэффектам Ли Нелсоном и Дугласом Трамбаллом (Трамбалл работал над спецэффектами в фильмах «Космическая одиссея 2001 года», «Близкие контакты третьей степени», «Звёздный путь» и «Бегущий по лезвию»). Литейщиком стал Лэндон Райан, а само видео было снято в Лос-Анджелесе в конце 2021 года с применением разных веществ, включая порошок бенгальского огня, жидкий аргон и жидкий водород, смесь бронзы и алюминия, которые разливались в формы из прессованного песка на кусок красного дерева. Разливка металла была снята на камеру Phantom Flex4K с разрешением 5000 кадров в секунду для дальнейшей демонстрации в сверхзамедленном движении. Prologue Films обеспечила визуальные эффекты.
3 февраля 2022 года Amazon показали 23 постера с изображением персонажей. Их лица не видны, на постерах есть лишь туловища и руки. Amazon сообщили: «Чтобы разжечь предположения и дискуссии поклонников, лица не показаны, а имена актёров и персонажей не будут обнародованы». Неделю спустя вышла статья в журнале Vanity Fair, которая раскрывала некоторые элементы сюжета и роли актёров, включая Элронда, Исильдура, Келебримбора и короля гномов Дурина IV.
13 февраля 2022 года показали трейлер сериала, во время показа Супербоула LVI, вызвавший смешанную реакцию критиков и зрителей. Грэм Гуттманн из Screen Rant описали его как «эпический» и «похож на „Властелин колец“». Сюзанна Поло из Polygon писала: «не теряя время он знакомит зрителей с пышной обстановкой фэнтези, что многие знают» из экранизаций Джексона. В статье для IGN Амелия Эмбервинг писала, что он «похож на „Властелин колец“ и уравновешивает „безмятежность и опасности Средиземья“». Джек Батлер из National Review счел трейлер «толкиновским», но опасался, что сериал больше зависит от визуальных эффектов, чем от «приземленного подхода» Джексона. Кевин Перри из The Independent писал, что визуальные эффекты выглядит «дешево» и похожи на «вырезку из старой компьютерной игры Final Fantasy». RelishMix сообщили, что трейлер набрал 80,34 миллиона просмотров за 24 часа в Facebook, Twitter, YouTube и Instagram, — что было третьим по величине показателем среди тех, что показывали во время Супербоула. Amazon сообщили о 257 миллионах просмотров за 24 часа, — что является рекордом для любого трейлера во время Супербоула.
Ранние маркетинговые материалы привели к «какофонии» онлайн-дискуссий фанатов, включая опасения по поводу точности исходного материала и сжатия в сериале хронологии Второй эпохи, которая мало описана в книгах. Даррен Муни в статье для The Escapist сказал, что «чрезмерная реакция» ожидалась со стороны интернет пользователей из-за мультикультурных актёров, а «вся онлайн-экономика работает над сфабрикованным возмущением» и «почти религиозным благоговением», которое современные фанаты питают к СМИ. Он сказал, что онлайн-реакция не отражала общего мнения о сериале и отметил, что фильмы Джексона, ставшие «любимыми аудиторией», тоже столкнулись с аналогичными жалобами со стороны поклонников Толкина. В ответ на опасения фанатов в мае 2022 года Amazon пригласила критиков и представителей фан-сайтов в Мертон-колледж в Оксфорде (где Толкин работал), где им показали 20 минут сериала и они побеседовали с шоураннерами, и Хоу. Джастин Сьюэлл из TheOneRing.net сказал, что они не могут обсуждать детали, но кадры «выглядят так, как должны, звучат так, как должны, и ощущаются как возвращение в комфортную вселенную, которую мы все любим». Кейтлин Фациста, ведущая блог «Чай с Толкином», сказала, что сериал погрузил её в Средиземье так, как этого не сделал трейлер, и она была впечатлена использованием исходного материала. Другие сообщили, что обсуждение с шоураннерами вселили в них «осторожный оптимизм» в отношении сериала. Кори Олсен, академик и подкастер, известный как «Профессор Толкин», после встречи с шоураннерами почувствовал, что сериал находится в «очень хороших руках».
4 июля вышел полный трейлер, который Джеймс Хибберд описал как «более подробный взгляд на представление Средиземья». Сидни Контрерас в E! Online сказал, что локации были впечатляющими и захватывающими дух. Джим Ворел из Paste сказал, что это было «визуально великолепно» и отражало большой бюджет. Жермен Люссье из Gizmodo сказал, что поклонники Средиземья «собираются домой». Адам Вэри и Уилсон Чепмен из Variety признали места и визуальные эффекты, но посчитали, что трейлер не объясняет историю для зрителей, не читавших книги Толкина. В статье для Forbes Скотт Мендельсон сказал, что трейлер, вероятно, недостаточно связан с фильмами «Властелин колец» с точки зрения актёрского состава и сюжета, чтобы привлечь широкую аудиторию, — что ставит его в один ряд с другими фильмами фэнтези, которые не имели успеха. Блейк Хокинс из Comic Book Resources посчитал, что включение большего количества мифологии и материалов Толкина поможет успокоить опасения фанатов Толкина. Мэтт Эванс из TechRadar сказал, что это вряд ли завоюет симпатии фанатов, поскольку многие согласились с изменениями, внесенными Джексоном в его адаптацию «Властелина колец», но этого нельзя сказать про кинотрилогию Хоббит. Эванс чувствовал, что «Кольца власти», вероятно, будут рассматриваться так же, как Хоббит, поскольку это «уловка блокбастеров, чтобы заполучить наши деньги», — что, по его мнению, «полная противоположность работам Толкина». Он добавил: «Быть хорошим фэнтезийным шоу само по себе недостаточно. Оно должно быть действительно великолепным, чтобы оправдать свое существование».
Некоторые пользователи устроили флеш-моб во время премьеры трейлера, в котором оставляли под видеороликом якобы цитату Толкина «Зло не может создать ничего нового, оно может только испортить и разрушить то, что изобрели или создали добрые силы» на разных языках, в том числе на русском (в книге же цитата звучит иначе). Среди позитивно оценивших трейлер многие поддержали «мультикультурный» актёрский состав и вслед за Amazon обвинили критиков в расизме. Так, Бен Следж из The Gamer отметил: «если вы согласны только с тем, что цветные актёры играют исключительно орков или истерлингов, вы также увековечиваете стереотипы, которые появляются в тексте „Властелина колец“, преднамеренно или нет, о том, что цветные люди часто представляют зло или „другое“». Дэн Ди Пласидо и Чальз Кэмерон скептически отнеслись к постерам и трейлеру, акцентируя критику на причёсках у эльфов и отсутствие бороды у женщины-гнома.
В июле 2022 года на фестивале Comic-Con в Сан-Диего был показан новый трёхминутный трейлер первого сезона. Адам Вэри отметил, что он объясняет предпосылку сериала, в отличие от тизеров. Он и несколько других комментаторов отметили появление Балрога. Джеймс Уитбрук из Gizmodo сказал, что в трейлере много всего происходит, и он «выглядит совершенно фантастически», а Джек Шепард из GamesRadar + назвал его лучшим взглядом на сериал.
В ноябре 2022 года вышла книга, рассказывающая о событиях Второй эпохи Средиземья под названием «Падение Нуменора» под редакцией Брайана Сибли.

## Трансляция
Первые два эпизода первого сезона были показаны на мероприятиях в августе 2022 года в Лос-Анджелесе, Мехико, Мумбаи, Нью-Йорке и Лондоне. Они также были показаны на бесплатных показах для фанатов 31 августа примерно в 200 странах, включая США, Канаду, Великобританию, Ирландию, Аргентину, Колумбию, Австралию и Новую Зеландию. Премьера первой и второй серий состоялась 2 сентября на Prime Video в США. Остальные шесть серий первого сезона выходили еженедельно с 9 сентября по 14 октября. Эпизоды вышли на Prime Video по всему миру одновременно с выпуском в США, более чем в 240 странах и территориях.
Премьера второго сезона состоится 29 августа 2024 года.

## Восприятие

### Просмотры
Amazon объявила, что «Кольца власти» посмотрели 25 миллионов зрителей в мире за первые 24 часа, когда первые два эпизода были доступны на Prime Video. Компания заявила, что это была самая крупная премьера за всю историю сервиса. Это был первый случай, когда Amazon публично опубликовали данные о просмотрах Prime Video, хотя, компания не уточнила, сколько эпизодов нужно посмотреть пользователю, чтобы его посчитали зрителем.
Аналитическая компания Samba TV, которая собирает данные о просмотрах от определённых Smart TV и поставщиков контента, сообщила, что 1,8 миллиона домохозяйств в США посмотрели первый эпизод сериала в течение четырёх дней после его выхода. Это число упало до 1,3 миллиона для второго эпизода, — что указывает на то, что примерно четверть аудитории предпочла не смотреть дальше после первой серии.
Whip Media подсчитали, что за первую неделю, закончившуюся 4 сентября, через три дня после дебюта «Кольца власти», это был второй по величине оригинальный потоковый сериал для зрителей США после «Женщина-Халк: Адвокат» на Disney+ . В нём также говорилось, что «Кольца власти» заняли пятое место по количеству зрителей за три дня после премьеры за всю историю TV Time и сохранили 87 % зрителей во время второго эпизода.
По оценкам компании Nielsen, «Кольца власти» посмотрели 12,6 миллиона зрителей США в течение первых четырёх дней. Шоу транслировалось в США в течение 1,253 миллиарда минут за неделю с 29 августа по 4 сентября, заняв первое место как в оригинальной, так и в общей категории заголовков. Это был первый раз, когда сериал Amazon дебютировал на вершине чартов Nielsen. 55 % зрителей были мужчинами, а зрители в возрасте 35—49 лет составили самую большую группу. По оценкам Ormax Media, 7,3 миллиона человек или около 3 миллионов аккаунтов Индии посмотрели премьеру за первые три дня. По данным Nielsen, 3 серию посмотрели 7,4 миллиона зрителей США.
В конце сентября 2022 года глава Amazon Studios Дженнифер Салке сообщила, что шоу посмотрели почти 100 миллионов зрителей. В середине октября Nielsen заявили, что зрители старше 35 лет составляют 71 % аудитории сериала. По оценкам Nielsen первый сезон занял только 15-е место в рейтинге самых просматриваемых сериалов 2022 года.
В апреле 2023 года издание The Hollywood Reporter сообщило, что первый сезон досмотрело только 37 % изначальной аудитории в США и 45 % за их пределами.

### Оценки критиков

#### Первый сезон
На сайте-агрегаторе Rotten Tomatoes рейтинг первого сезона составляет 83 % на основании 491 рецензии критиков со средней оценкой 8 баллов из 10 возможных. Зрительский рейтинг первого сезона на Rotten Tomatoes составляет 38 %. «Консенсус критиков» сформулирован так:: «Возможно, это ещё не одно шоу, чтобы править ими всеми, но „Кольца власти“ очаровывают своей роскошной презентацией и глубоко прочувствованным изображением Средиземья». На сайте-агрегаторе Metacritic рейтинг первого сезона составляет 71 балл из 100 возможных на основании 40 рецензий критиков, что соответствует «в целом положительным» отзывам. Зрительский рейтинг первого сезона на Metacritic составляет 2,8 балла из 10 возможных.
Оценку не менее 80 баллов (положительные отзывы) поставили издания The Daily Beast, The A.V. Club, TV Line, Collider, TV Guide Magazine, Paste Magazine, Consequence, TV Guide, The New Yorker, Radio Times, The Independent, Rolling Stone, Vanity Fair, Variety, Vulture, The Guardian, Empire. Оценку в 60 баллов или ниже (смешанные отзывы) поставили издания Boston Globe, The Telegraph, i, CNN, Movie Nation, Time, Los Angeles Times, Entertaintment Weekly и Washington Post.
Первые два эпизода получили в целом положительные отзывы критиков, особенно за кинематографические приемы, визуальные эффекты и музыку, а также некоторую критику за темп и характеристики. Кевин Перри из The Independent похвалил сериал, заявив, что он «роется в приложениях Дж. Р. Р. Толкина к „Властелину колец“ и находит золото». Даррен Фрэнич из Entertainment Weekly выразил негативное мнение, назвав это «особой катастрофой разрушенного потенциала, принесением в жертву безграничных возможностей великолепной вселенной на алтарь отчаяния блокбастеров», критикуя при этом характеристику Галадриэль.
Высоко оценивая постановку в целом, Эд Пауэр из The Irish Times и Daily Telegraph критически отозвался о затронутом ирландским акценте мохноногов и увидел в персонажах изображение оскорбительных стереотипов об ирландцах. Другие ирландские критики и публикации согласились с этим, хотя некоторые относились к этому элементу менее критично.
Критик Стюарт Херитэдж в статье для The Guardian назвал сериал «неумелым». Он чувствовал, что в основном это было плохо сыграно из-за неадекватной режиссуры, хотя он восхищался игрой Морфидд Кларк. Он нашел партитуру «сиропной», освещение неподходящим, а визуальные эффекты — различающимися по качеству в различных местах сериала, несмотря на стоимость шоу.
Алан Сепинуолл в журнале Rolling Stone заметил, что в целом хотелось бы, чтобы сериал достиг большего меньшими затратами. Он писал, что «запоминающиеся, сильные моменты» были: Мохноноги, представление Галадриэли зрителю, дружба Дурина с Эльрондом, битва между людьми и орками перед извержением Роковой горы. Тем не менее, по его мнению, «интрига с сюрприз-коробкой» о том, кто окажется Сауроном, была слишком раздута и не особенно увлекательна. Сепинуолл обнаружил, что и в боевых, и в ночных сценах наблюдался заметный переизбыток освещения. Он также почувствовал, что создатели шоу не были до конца уверены, кому они более хотят угодить: фанатам Толкина или новичкам.
Роджер Ченг из CNET написал после выхода заключительного эпизода первого сезона: «В лучшем случае это была уменьшенная версия оригинальной трилогии Питера Джексона „Властелин колец“, особенно дружба между Эльрондом (Роберт Арамайо) и принцем Дурином IV. (Оуайн Артур). В худшем же случае от сериала просто клонило в сон. Я не мог бодрствовать в некоторых ранних эпизодах, даже в тех, что происходили в красивых, но странно бездушных декорациях Нуменора».

#### Второй сезон
Рейтинг второго сезона на Rotten Tomatoes составляет 84 % на основании 168 рецензий критиков со средней оценкой 7,25 балла из 10 возможных. Зрительский рейтинг второго сезона на Rotten Tomatoes составляет 59 %. На сайте-агрегаторе Metacritic рейтинг второго сезона составляет 67 баллов из 100 возможных на основании 25 рецензий критиков, что соответствует «в целом положительным» отзывам. Зрительский рейтинг второго сезона на Metacritic составляет 4 балла из 10 возможных. Позитивные обзоры второго сезона представлены, в частности, у Empire, The Daily Beast, Salon и IndieWire, негативные — у The Independent, The Telegraph, Variety, TheWrap и Washington Post.

### Включение в списки
По итогам 2022 года некоторые издания, в том числе CBS, DTF, Gizmodo, Канобу, Кинопоиск, New York Post, Wired, включили «Кольца власти» в число лучших сериалов 2022 года.
С другой стороны, журнал «Мир фантастики» объявил, что намеренно исключил «Кольца власти» из своего списка лучших сериалов, и назвал его «самым спорным сериалом года». Пользователи сайта «Фантлаб» выбрали его самым провальным сериалом года.

### Реакция аудитории
После премьеры на официальной странице сериала на сайте Amazon Prime Video на 72 часа была закрыта возможность оставить зрительскую оценку; Amazon заявили, что это было сделано, чтобы гарантировать, что каждый обзор был «законным» и не исходил от интернет-троллей. Джеймс Хибберд из The Hollywood Reporter назвал это необычным шагом, но Amazon заявила, что это политика, которую компания ввела для всех своих сериалов ранее в этом году. Хибберд сказал, что это частично произошло из-за ревью-бомблинга пользователей, которые публиковали «многочисленные негативные отзывы о (сериале) из-за его предполагаемых культурных или политических проблем, а не из-за его фактического качества». Однако, Хибберд также обнаружил, что большинство негативных отзывов было сосредоточено на других причинах, таких как сюжет, игра и темп. Он чувствовал, что рейтинг аудитории увеличится, если сериал сможет «обеспечивать постоянное качество с течением времени… и покорить людей» аналогично параллельному сериалу Disney + Женщина-Халк. Средние отзывы на IMDb и Google были немного выше, чем оценка аудитории Rotten Tomatoes на тот момент, но были поляризованы: большинство обзоров имели самый высокий или самый низкий возможный балл. Аналитическая компания Brandwatch обнаружила, что 60 % онлайн-дискуссий о сериале в течение нескольких дней после его премьеры были негативными и сосредоточены на медленном темпе, плохом сценарии, и игре, зависимости от визуальных эффектов, и отличиях от книг Толкина. Остальные 40 % хвалили сериал за многообещающие сюжетные линии, интригующих персонажей, «захватывающую дух» операторскую работу и уважение к Толкину. Обсуждая эти сведения для TechRadar, Том Пауэр сказал, что многие негативные отзывы исходили от фанатов Толкина, которые, вероятно, вообще не хотели, чтобы сериал снимался, или от более случайных фанатов, на которых повлияли взгляды этой группы. Он приписал положительные отзывы «любителям телевидения» и другим фанатам. Синди Уайт из The AV Club описала часть дискурса фанатов как «борьбу между фанатами Толкина, которые просто хотят сохранить целостность того, что они любят, и многонациональной корпорацией, стремящейся нажиться на этой преданности». Энтони Паломба частично приписал ответы «супер стойким людям», которые не обязательно отражали взгляды широкой публики. Шон Ганнер, председатель Общества Толкина, согласился с тем, что ответы на сериал вдали от социальных сетей были более тонкими. Он заявил, что среди членов общества Толкина некоторым понравился сериал, другие были не уверены, но «очень немногие просто списывают его со счетов… осторожный оптимизм, вероятно, — это то, на чем находится большинство людей».
Некоторые российские интернет-ресурсы, включая The Insider (со ссылкой на обсуждения на форумах Reddit) и «Российскую газету», сообщили, что сайт IMDb удаляет негативные отзывы зрителей о сериале, включая отзывы с оценкой менее 6 баллов вне зависимости от содержания рецензий. При этом на IMDb отображается множество негативных рейтингов зрителей (1 звезда из 10), а также негативных рецензий зрителей. Из-за этого на некоторых российских интернет-ресурсах возникли предположения, что изначально высокие рейтинги сериала завышены.
Некоторые российские сайты описывают недостатки сериала, к которым относят отход от книг Толкина, несоответствие внешнего вида персонажей их книжным версиям (это касается не только принадлежности по расовому типу, но к манере поведения, одежде и волосам — к примеру, у женщин-гномов нет бороды, а эльфы носят короткие причёски), слабую игру актёров, затянутость сюжета, пафосные диалоги, скучность повествования. По мнению обозревателя Washington Post Инку Кана «Сериал сносный, но ничем не примечательный, а диалоги особенно банальны и безыскусны, слишком много интонированных монологов о поисках „света“ или вечно смутной природе зла».
К положительным сторонам чаще всего относят: музыку, визуальные спецэффекты, костюмы и работу гримёров. Алан Сепионулл из Rolling Stone отметил: «Хорошей новостью является то, что первые два эпизода „Кольца власти“ наполнены сногсшибательными визуальными эффектами, несколькими ярко нарисованными персонажами и чувством благоговения, которое было таким важным компонентом первых трёх фильмов Джексона».

### Реакция на мультикультурный актёрский состав
В октябре 2021 года Ленни Генри сообщил, что он и другие темнокожие актёры были выбраны на роль мохноногов, — что объясняется их описанием у Толкина: «с темной кожей» (англ. browner of skin). Несколько небелых актёров впервые во франшизе сыграли эльфов и гномов. Впоследствии Amazon получила негативную реакцию пользователей социальных сетей, жалующихся на решения о кастинге, включая аргументы о том, что Толкин описывал только эльфов, гномов и хоббитов со светлой кожей, и поэтому эти кастинги неуважительны по отношению к книгам. Официальные сайты сериала удалили некоторые комментарии, которые сочли расистскими. Продюсеры сказали, что ожидали получить подобные ответы, но хотели, чтобы сериал отражал то, «как на самом деле выглядит мир», и чувствовали, что такой подход к кастингу будет ближе к духу книг, в которых описаны разные народы. Продюсер Линдси Вебер заявила: «Толкин — для всех. Его рассказы — о его вымышленных расах, которые собираются вместе и делают все возможное, когда покидают изоляцию своих культур». Актёры высоко оценили этот подход, в том числе Генри. Синтия Аддай-Робинсон повторила комментарии Вебер, заявив, что Толкин исследует «людей разных национальностей, происхождения и образа жизни, которые объединяются для общего дела. Лично я, как зритель, ожидал бы, что сериал будет отражать реальный мир, а также мир, каким я хочу его видеть».
Даррен Муни из The Escapist описал восприятие новостей о мультикультурном актёрском составе как «негативную реакцию, сопровождающую любой современный проект с женскими или темнокожими персонажами». Эндрю Блэр из Den of Geek заявил о том, что реакция аудитории стала примером растущих расистских и сексистских жалоб, сделанных некоторыми онлайн-группами в отношении различных медиа-проектов за предыдущее десятилетие (таких как «Охотники за привидениями» 2016 года и трилогия сиквелов «Звездных войн»), когда применялись такие устоявшиеся методы, как «спам и подавляющая беседа». В рамках негативной реакции на разных интернет-форумах и в разделах комментариев участники этих групп часто использовали следующую цитату, якобы взятую из книг Толкина: «Зло не может создать ничего нового, оно может только испортить и разрушить то, что изобрели или создали добрые силы». Блэр посчитал, что это «колоссальный недостаток самосознания». Бен Следж из TheGamer сравнил негативную реакцию с гомофобными жалобами на роль Гэндальфа Иэна Маккеллена из кинотрилогии «Властелин колец». Следж признал, что Толкин намеревался создать мифологию и вымышленную историю Британии в своих произведениях, и заявил, что предположение о том, что все люди в истории Британии были белыми, является исторически неточным и на самом деле не может быть применимо к фэнтези.
Димитра Фими, преподаватель фэнтези и специалист по Толкину в университете Глазго, изучавшая описание рас Средиземья, вместе с Марианой Риос Мальдонадо написала статью для The Conversation, в которой обсудила историю разнообразия в Великобритании, свободу адаптаций для интерпретации произведений, и то, что сам Толкин обычно не обсуждал биологию своих персонажей, но допускал существование темнокожих эльфов в черновиках «Сильмариллиона».
Обсуждение негативной реакции на кастинг продолжилось после премьеры сериала, в том числе это видно при анализе предполагаемого ревью-бомбинга на таких сайтах, как Rotten Tomatoes, IMDb и Google. Ангус Далтон из The Sydney Morning Herald писал, что «многие из самых популярных обзоров Google с одной звездой цитируют только участие в шоу темнокожих актёров». Он обсудил это с Хелен Янг, преподавателем литературы в Университете Дикина и членом редакционной коллегии Journal of Tolkien Research, которая предположила, что существует лишь небольшая группа поклонников, выражающих эти взгляды, но они усиливаются благодаря «крайне правым политическим активистам», создающим ложное мнение о том, что «настоящие поклонники Толкина не хотят, чтобы темнокожие актёры были в их Средиземье». Далтон также отметил критику Галадриэль, которая в сериале изображена более «сильной», чем эльфы-мужчины. Её персонаж называли Мэри Сью; Эрик Кейн, писавший для Forbes, назвал это «безумно глупым» утверждением, поскольку она была могущественным персонажем в произведениях Толкина, а в сериале часто показана как уязвимая и нуждающаяся в помощи мужчин, — что не похоже на Мэри Сью. Эрик Кейн заявил, что «какофония возмущения» вокруг сериала была разожжена «демагогией Youtube каналов и корыстными влиятельными лицами», которые превратили большинство крупных премьер в аналогичные политизированные битвы в интернете, — что прослеживаются и в фильме «Звёздные войны: Последние джедаи». Он добавил: «На каждую разумную критику появляется ещё полдюжины криков о том, что в сериале слишком много Воук».
В начале сентября 2022 года пуэрто-риканский актёр Исмаэль Крус Кордова заявил, что в течение нескольких лет получал сообщения с «чистой и беспощадной риторикой ненависти» из-за того, что его выбрали на роль эльфа. Вскоре после этого актёры фильма «Властелин колец» Элайджа Вуд, Билли Бойд и Доминик Монаган опубликовали в соцсетях свое фото в рубашках с ушами людей, мохноногов и эльфов с разными оттенками кожи и с фразой «Добро пожаловать сюда» (на эльфийском языке). Шон Эстин опубликовал собственное фото в шляпе с таким же рисунком. Одежда с этим дизайном продавалась в сети, а половина доходов пошла в благотворительные организации, которые поддерживают темнокожих людей. Актёрский состав телесериала опубликовал совместное заявление с использованием хэштега #YouAreAllWelcomeHere, в котором аналогичным образом осуждается расизм, с которым столкнулись некоторые из актёров.

## Награды и номинации
| Год  | Награда                                                         | Категория | Номинант(ы) | Работа | Результат |
| ---- | --------------------------------------------------------------- | --- | --- | --- | --------- |
| 2022 | Camerimage                                                      | Лучший эпизод | Х. А. Байона и Оскар Фаура | «Тень прошлого» | Номинация |
| 2022 | Hollywood Music in Media Awards                                 | Лучший саундтрек к телесериалу/мини-сериалу                                                                         | Беар Маккрири | Беар Маккрири | Номинация |
| 2022 | LifeArt Festival                                                | Лучшая операторская работа                                                                                          | Аарон Мортон, Алекс Дизенхоф, Оскар Фаура | Аарон Мортон, Алекс Дизенхоф, Оскар Фаура | Победа    |
| 2022 | People's Choice Awards                                          | Любимый фантастический/фэнтези сериал                                                                               | «Властелин колец: Кольца власти» | «Властелин колец: Кольца власти» | Номинация |
| 2023 | Премия Гильдии художников-постановщиков США                     | Лучшая работа художника-постановщика в историческом или фэнтези-сериале, снятом одной камерой (часовой хронометраж) | Рэмси Эйвери | «Адар» | Победа    |
| 2023 | Премия Гильдии художников-постановщиков США                     | Лучшая работа художника-постановщика в рекламном ролике                                                             | Брайан Бранстеттер | Тизер названия сериала | Победа    |
| 2023 | Премия Американского общества композиторов, авторов и издателей | Саундтрек года к сериалу                                                                                            | Беар Маккрири | Беар Маккрири | Номинация |
| 2023 | BAFTA Cymru                                                     | Лучший актёр | Оуайн Артур | Оуайн Артур | Номинация |
| 2023 | Canneseries                                                     | Восходящая звезда                                                                                                   | Морвед Кларк | Морвед Кларк | Победа    |
| 2023 | Премия Гильдии художников по костюмам                           | Лучшие костюмы в историческом или фэнтези-сериале                                                                   | Кейт Хоули | «Тень прошлого» | Номинация |
| 2023 | Выбор телевизионных критиков                                    | Лучшая мужская роль второго плана в драматическом сериале                                                           | Исмаэль Крус Кордова | Исмаэль Крус Кордова | Номинация |
| 2023 | Critics' Choice Super Awards                                    | Лучший фантастический/фэнтези телесериал, мини-сериал или телефильм                                                 | «Властелин колец: Кольца власти» | «Властелин колец: Кольца власти» | Номинация |
| 2023 | Critics' Choice Super Awards                                    | Лучшая женская роль в фантастическом/фэнтези телесериале, мини-сериале или телефильме                               | Морвед Кларк | Морвед Кларк | Номинация |
| 2023 | Dorian Awards                                                   | Самый красивый сериал                                                                                               | «Властелин колец: Кольца власти» | «Властелин колец: Кольца власти» | Номинация |
| 2023 | Gold Derby Awards                                               | Лучший актёр второго плана в драматическом сериале                                                                  | Исмаэль Крус Кордова | Исмаэль Крус Кордова | Номинация |
| 2023 | Golden Reel Awards                                              | Лучший монтаж звука в крупной форме — диалоги и ADR                                                                 | Робби Стэмблер, Дэмиан Дель Боррелло, Стефани Инг, Эйлин Робертс, Рэй Бинтджес, Гарет Ван Никерк                                                                                             | «Удун» | Номинация |
| 2023 | Golden Reel Awards                                              | Лучший монтаж звука в крупной форме — эффекты и фоли                                                                | Дэмиан Дель Боррелло, Робби Стэмблер, Паула Фэйрфилд, Джеймс Миллер, Крис Терун, Гарет Ван Никерк, Райан А. Салливан, Гоын Эверетт, Ричард Уиллс, Джонатан Брюс, Эми Барбер, Джулия Хуберман | «Удун» | Номинация |
| 2023 | Golden Reel Awards                                              | Лучший монтаж музыки в крупной форме                                                                                | Джейсон Смит, Майкл Бэйбер | «Сплавленный» | Номинация |
| 2023 | Золотой трейлер                                                 | Лучшее фэнтези-приключение к сериалу (трейлер/тизер/телеспот)                                                       | Trailer Park Group | Trailer Park Group | Номинация |
| 2023 | Золотой трейлер                                                 | Лучший саундтрек к сериалу (трейлер/тизер/телеспот)                                                                 | Trailer Park Group | Trailer Park Group | Номинация |
| 2023 | Золотой трейлер                                                 | Лучшее закадровое видео к сериалу (более 2 минут)                                                                   | SunnyBoy Entertainment | За кадром «Сплавленного» | Номинация |
| 2023 | Золотой трейлер                                                 | Лучший билборд (к фильму или сериалу)                                                                               | WORKS ADV | WORKS ADV | Номинация |
| 2023 | Just About Write Awards                                         | Лучший драматический сериал                                                                                         | «Властелин колец: Кольца власти» | «Властелин колец: Кольца власти» | Номинация |
| 2023 | Just About Write Awards                                         | Лучшая ведущая роль в драматическом сериале                                                                         | Морвед Кларк | Морвед Кларк | Номинация |
| 2023 | Just About Write Awards                                         | Лучшая роль второго плана в драматическом сериале                                                                   | София Номвете | София Номвете | Номинация |
| 2023 | Телевизионная премия Ассоциации голливудских критиков           | Лучшая мужская роль второго плана в драматическом сериале                                                           | Исмаэль Крус Кордова | Исмаэль Крус Кордова | Номинация |
| 2023 | Телевизионная премия Ассоциации голливудских критиков           | Лучшие фантастические или фэнтези-костюмы                                                                           | «Властелин колец: Кольца власти» | «Властелин колец: Кольца власти» | Номинация |
| 2023 | Премия Ассоциации голливудских профессионалов                   | Выдающиеся визуальные эффекты в эпизоде или сезоне телесериала                                                      | Рон Эймс, Джейсон Смит, Джесси Кобаяши, Райан Тадхоуп, Сэм Скотт | Рон Эймс, Джейсон Смит, Джесси Кобаяши, Райан Тадхоуп, Сэм Скотт | Номинация |
| 2023 | Премия Международной ассоциации музыкальных кинокритиков        | Саундтрек года | Беар Маккрири (музыка) и Говард Шор (вступительная тема) | Беар Маккрири (музыка) и Говард Шор (вступительная тема) | Победа    |
| 2023 | Премия Международной ассоциации музыкальных кинокритиков        | Лучший саундтрек к сериалу                                                                                          | Беар Маккрири (музыка) и Говард Шор (вступительная тема) | Беар Маккрири (музыка) и Говард Шор (вступительная тема) | Победа    |
| 2023 | Премия Международной ассоциации музыкальных кинокритиков        | Композитор года | Беар Маккрири | Беар Маккрири | Победа    |
| 2023 | Премия Международной ассоциации музыкальных кинокритиков        | Композиция года | Беар Маккрири | «Galadriel» | Номинация |
| 2023 | Премия Международной ассоциации музыкальных кинокритиков        | Композиция года | Беар Маккрири | «Númenor» | Номинация |
| 2023 | Премия Международной ассоциации музыкальных кинокритиков        | Композиция года | Беар Маккрири | «Sailing Into the Dawn» | Номинация |
| 2023 | Movieguide Awards                                               | Лучший эпизод для взрослой аудитории                                                                                | «Сплавленный» | «Сплавленный» | Победа    |
| 2023 | Movieguide Awards                                               | Премия Epiphany Prize                                                                                               | «Сплавленный» | «Сплавленный» | Номинация |
| 2023 | Movieguide Awards                                               | Премия Faith & Freedom                                                                                              | «Сплавленный» | «Сплавленный» | Номинация |
| 2023 | Movie Music International — Recognition Awards                  | Лучшая вступительная тема к сериалу                                                                                 | Говард Шор | Говард Шор | Победа    |
| 2023 | Movie Music UK Awards                                           | Саундтрек года | Беар Маккрири | Беар Маккрири | Победа    |
| 2023 | Movie Music UK Awards                                           | Лучший саундтрек к сериалу                                                                                          | Беар Маккрири | Беар Маккрири | Победа    |
| 2023 | Премия Сетевой ассоциации кино и телевидения                    | Лучший кастинг и актёрский состав в драматическом сериале                                                           | «Властелин колец: Кольца власти» | «Властелин колец: Кольца власти» | Номинация |
| 2023 | Премия Сетевой ассоциации кино и телевидения                    | Лучшая работа режиссёра в драматическом сериале                                                                     | «Властелин колец: Кольца власти» | «Властелин колец: Кольца власти» | Номинация |
| 2023 | Премия Сетевой ассоциации кино и телевидения                    | Лучшее музыкальное сопровождение к сериалу                                                                          | «Властелин колец: Кольца власти» | «Властелин колец: Кольца власти» | Номинация |
| 2023 | Премия Сетевой ассоциации кино и телевидения                    | Лучшая работа художника-постановщика в фантастическом или фэнтези-сериале                                           | «Властелин колец: Кольца власти» | «Властелин колец: Кольца власти» | Номинация |
| 2023 | Премия Сетевой ассоциации кино и телевидения                    | Лучший дизайн костюмов в фантастическом или фэнтези-сериале                                                         | «Властелин колец: Кольца власти» | «Властелин колец: Кольца власти» | 2-е место |
| 2023 | Премия Сетевой ассоциации кино и телевидения                    | Лучший грим | «Властелин колец: Кольца власти» | «Властелин колец: Кольца власти» | Номинация |
| 2023 | Премия Сетевой ассоциации кино и телевидения                    | Лучший монтаж звука в сериале                                                                                       | «Властелин колец: Кольца власти» | «Властелин колец: Кольца власти» | Номинация |
| 2023 | Премия Сетевой ассоциации кино и телевидения                    | Лучшие специальные и визуальные эффекты                                                                             | «Властелин колец: Кольца власти» | «Властелин колец: Кольца власти» | Победа    |
| 2023 | Премия Сетевой ассоциации кино и телевидения                    | Лучший дизайн вступительной заставки                                                                                | «Властелин колец: Кольца власти» | «Властелин колец: Кольца власти» | Номинация |
| 2023 | Премия Сетевой ассоциации кино и телевидения                    | Лучшая главная вступительная музыкальная тема                                                                       | «Властелин колец: Кольца власти» | «Властелин колец: Кольца власти» | Номинация |
| 2023 | Эмми                                                            | Лучшие фэнтези/фантастические костюмы                                                                               | Кейт Хоули, Либби Демпстер, Люси Маклей, Джейндра Уотсон, Пип Лингард, Дженни Раштон | «Тень прошлого» | Номинация |
| 2023 | Эмми                                                            | Лучший дизайн вступительной заставки                                                                                | Катрина Кроуфорд, Марк Башор, Энтони Витальяно, Фернандо Домингес Козар | Катрина Кроуфорд, Марк Башор, Энтони Витальяно, Фернандо Домингес Козар                                                                                               | Номинация |
| 2023 | Эмми                                                            | Лучший грим | Джейсон Доэрти, Дэн Перри, Марк Найт, Саймон Роуз | «Адар» | Номинация |
| 2023 | Эмми                                                            | Лучшая оригинальная главная вступительная музыкальная тема                                                          | Говард Шор | Говард Шор | Номинация |
| 2023 | Эмми                                                            | Лучший монтаж звука в комедийном или драматическом сериале (часовой хронометраж)                                    | Робби Стэмблер, Дэмиан Дель Боррелло, Эйлин Робертс, Стефани Инг, Паула Фэйрфилд, Крис Терун, Джеймс Миллер, Майкл Бэйбер, Джейсон Смит, Эми Барбер, Джонатан Брюс                           | «Удун» | Номинация |
| 2023 | Эмми                                                            | Лучшие специальные визуальные эффекты                                                                               | Рон Эймс, Джейсон Смит, Найджел Самнер, Ара Ханикян, Дин Кларк, Кен Макгоу, Том Проктор, Грег Батлер, Джо Хендерсон                                                                          | Рон Эймс, Джейсон Смит, Найджел Самнер, Ара Ханикян, Дин Кларк, Кен Макгоу, Том Проктор, Грег Батлер, Джо Хендерсон                                                   | Номинация |
| 2023 | Reel Music Awards                                               | Саундтрек года | Беар Маккрири и Говард Шор | Беар Маккрири и Говард Шор | Победа    |
| 2023 | Reel Music Awards                                               | Лучший саундтрек к сериалу                                                                                          | Беар Маккрири | Беар Маккрири | Победа    |
| 2023 | Reel Music Awards                                               | Лучший оригинальный саундтрек к другим медиа                                                                        | Беар Маккрири | Беар Маккрири | Победа    |
| 2023 | Сатурн                                                          | Лучший телесериал в жанре фэнтези                                                                                   | «Властелин колец: Кольца власти» | «Властелин колец: Кольца власти» | Номинация |
| 2023 | Сатурн                                                          | Лучший новый жанровый телесериал                                                                                    | «Властелин колец: Кольца власти» | «Властелин колец: Кольца власти» | Номинация |
| 2023 | Премия Гильдии киноактёров США                                  | Лучший каскадёрский ансамбль в телесериалах                                                                         | «Властелин колец: Кольца власти» | «Властелин колец: Кольца власти» | Номинация |
| 2023 | Премия Общества американских кинодекораторов                    | Лучший декор/дизайн в фантастическом или фэнтези-сериале (часовой хронометраж)                                      | Меган Вертелл и Рэмси Эйвери | Меган Вертелл и Рэмси Эйвери | Номинация |
| 2023 | Премия Общества композиторов и лириков                          | Лучший саундтрек к телевизионному проекту                                                                           | Беар Маккрири | Беар Маккрири | Номинация |
| 2023 | TPEC Awards                                                     | Лучшая кампания к новому драматическому сериалу                                                                     | Кортни Браун, Эллен Хьюз, Дерек Шауэр, Холли Оллис, Али Бранч, Лоренцо Грахалес, Линдси Миллер, Майк Костелло, Купер Хейдждорн, Тейлор Кейн, Маха Самад, Ник Грегорио                        | Кортни Браун, Эллен Хьюз, Дерек Шауэр, Холли Оллис, Али Бранч, Лоренцо Грахалес, Линдси Миллер, Майк Костелло, Купер Хейдждорн, Тейлор Кейн, Маха Самад, Ник Грегорио | Победа    |
| 2023 | Премия Общества специалистов по визуальным эффектам             | Лучшие визуальные эффекты в фотореалистичном эпизоде                                                                | Джейсон Смит, Рон Эймс, Найджел Самнер, Том Проктор, Дин Кларк | «Удун» | Победа    |
| 2023 | Премия Общества специалистов по визуальным эффектам             | Лучшая созданная обстановка в эпизоде, рекламном ролике или проекте в режиме реального времени                      | Дэн Уитон, Нико Делбек, Дэн Летарт, Жульен Готье | Столица Нуменора в «Адаре» | Победа    |
| 2023 | Премия Общества специалистов по визуальным эффектам             | Лучшая созданная обстановка в эпизоде, рекламном ролике или проекте в режиме реального времени                      | Джеймс Огл, Петер Буйдосо, Лон Крунг, Швета Бхатнагар | Кхазад-дум в «По течению» | Номинация |
| 2023 | Премия Общества специалистов по визуальным эффектам             | Лучшая симуляция эффектов в эпизоде, рекламном ролике или проекте в режиме реального времени                        | Курт Дебенс, Хэмиш Белл, Роберт Келли, Габриэль Роччизано | Извержение вулкана в «Удуне» | Победа    |
| 2023 | Премия Общества специалистов по визуальным эффектам             | Лучшая симуляция эффектов в эпизоде, рекламном ролике или проекте в режиме реального времени                        | Рик Хэнкинс, Эрон Бонар, Бранко Груйчич, Лоран Кермель | Вода и магма в «Удуне» | Номинация |
| 2023 | Премия Общества специалистов по визуальным эффектам             | Лучшая компоновка и освещение в эпизоде                                                                             | Сорналингем П., Иэн Коуплэнд, Несса Миньфэнь Чжан, Юварадж С. | Кавалерийская атака на Тирхарад в «Удуне» | Номинация |
| 2023 | Премия Общества специалистов по визуальным эффектам             | Лучшие специальные (практические) эффекты в фотореальном или анимационном проекте                                   | Дин Кларк, Оливер Джи, Элиот Нэйми, Марк Робсон | Шторм в «По течению» | Номинация |
| 2023 | World Soundtrack Awards                                         | Телевизионный композитор года                                                                                       | Беар Маккрири | «Властелин колец: Кольца власти», «Королева змей», «Ведьмак: Происхождение»                                                                                           | Номинация |
| 2025 | Премия Гильдии художников-постановщиков США                     | Лучшая работа художника-постановщика в историческом или фэнтези-сериале, снятом одной камерой (часовой хронометраж) | Кристиан Милстед | «Пламя и тень» | Номинация |
| 2025 | BAFTA                                                           | Лучшие специальные, визуальные и графические эффекты                                                                | Джейсон Смит, Ричард Бэйн, Райан Кондер, Крис Роджерс | Джейсон Смит, Ричард Бэйн, Райан Кондер, Крис Роджерс | Победа    |
| 2025 | Премия Гильдии художников по костюмам                           | Лучшие костюмы в историческом или фэнтези-сериале                                                                   | Лука Моска, Кэтрин Берчилл, Либби Демпстер | «На смерть обречённые» | Номинация |
| 2025 | Golden Reel Awards                                              | Лучший монтаж звука в крупной форме — эффекты и фоли                                                                | Бен Баркер, Гленн Фримантл, Эмили О’Коннор, Паоло Павеси, Зои Фрид, Ребекка Хиткот | «На смерть обречённые» | Номинация |
| 2025 | Golden Reel Awards                                              | Лучший монтаж музыки в крупной форме                                                                                | Джейсон Смит | «На смерть обречённые» | Номинация |
| 2025 | Премия Международной ассоциации музыкальных кинокритиков        | Саундтрек года | Беар Маккрири | Беар Маккрири | Победа    |
| 2025 | Премия Международной ассоциации музыкальных кинокритиков        | Композитор года | Беар Маккрири | Беар Маккрири | Победа    |
| 2025 | Премия Международной ассоциации музыкальных кинокритиков        | Композиция года | Беар Маккрири | «Battle for Eregion» | Номинация |
| 2025 | Премия Международной ассоциации музыкальных кинокритиков        | Композиция года | Беар Маккрири | «The Sun Yet Shines» | Номинация |
| 2025 | Премия Международной ассоциации музыкальных кинокритиков        | Лучший саундтрек к сериалу                                                                                          | Беар Маккрири | Беар Маккрири | Победа    |
| 2025 | Премия Гильдии гримёров и стилистов                             | Лучший грим и спецэффекты                                                                                           | Барри Гауэр, Сара Гауэр, Пол Спатери, Эмма Фоукс | Барри Гауэр, Сара Гауэр, Пол Спатери, Эмма Фоукс | Номинация |
| 2025 | Movie Music UK Awards                                           | Композитор года | Беар Маккрири | Беар Маккрири | Победа    |
| 2025 | Movie Music UK Awards                                           | Саундтрек года | Беар Маккрири | Беар Маккрири | Победа    |
| 2025 | Movie Music UK Awards                                           | Лучший саундтрек к сериалу                                                                                          | Беар Маккрири | Беар Маккрири | Победа    |
| 2025 | Сатурн                                                          | Лучший телесериал в жанре фэнтези                                                                                   | «Властелин колец: Кольца власти» | «Властелин колец: Кольца власти» | Номинация |
| 2025 | Премия Общества композиторов и лириков                          | Лучший саундтрек к телевизионному проекту                                                                           | Беар Маккрири | Беар Маккрири | Номинация |
| 2025 | Премия Общества композиторов и лириков                          | Лучшая композиция к драматическому или документальному проекту                                                      | Беар Маккрири | «Old Tom Bombadil» | Номинация |
| 2025 | Премия Общества специалистов по визуальным эффектам             | Лучшие визуальные эффекты в фотореалистичном эпизоде                                                                | Джейсон Смит, Тим Кин, Энн Подложный, Ара Ханикян, Райан Кондер | «Древнейшие» | Номинация |
| 2025 | Премия Общества специалистов по визуальным эффектам             | Лучшая созданная обстановка в эпизоде, рекламном ролике или проекте в режиме реального времени                      | Йордан Петров, Бертран Каброль, Леа Дерозье, Каран Дандха | Эрегион в «На смерть обречённые» | Номинация |
| 2025 | Премия Общества специалистов по визуальным эффектам             | Лучшая симуляция эффектов в эпизоде, рекламном ролике или проекте в режиме реального времени                        | Кунрад Хофмеестер, Мигель Перез Сенент, Мигель Сантана Да Сильва, Билли Копли | Балрог в «Пламя и тень» | Номинация |

## Комментарии
1. ↑  Права на экранизацию событий Третьей эпохи принадлежат компании Middle-earth Enterprises, тогда как права на экранизацию событий Первой и Второй эпох (не описанных во «Властелине колец» и его «Приложениях») принадлежат Tolkien Estate.